# Cintano
Cintano is een gemeente in de Italiaanse provincie Turijn (regio Piëmont) en telt 262 inwoners (31-12-2004). De oppervlakte bedraagt 4,9 km², de bevolkingsdichtheid is 53 inwoners per km².

## Demografie
Cintano telt ongeveer 126 huishoudens. Het aantal inwoners daalde in de periode 1991-2001 met 7,9% volgens cijfers uit de tienjaarlijkse volkstellingen van ISTAT.
| Jaar | Inwoneraantal |
| ---- | ------------- |
| 1991 | 265           |
| 2001 | 244           |

## Geografie
Cintano grenst aan de volgende gemeenten: Castellamonte, Colleretto Castelnuovo, Castelnuovo Nigra.
1. ↑  https://demo.istat.it/?l=it.